# Sunrise Beach Village
Sunrise Beach Village è un centro abitato degli Stati Uniti d'America situato nella contea di Llano dello Stato del Texas.
La popolazione era di 713 persone al censimento del 2010.

## Geografia fisica
Sunrise Beach Village è situata a 30°35′46″N 98°24′59″W (30.596141, -98.416525), sulla riva meridionale del lago Lyndon B. Johnson, 43 miglia (69 km) a ovest di Austin.
Secondo lo United States Census Bureau, ha un'area totale di 2,3 miglia quadrate (6,0 km²), di cui 1,6 miglia quadrate (4,1 km²) di terreno e 0,6 miglia quadrate (1,6 km², 27.95%) d'acqua.

## Società

### Evoluzione demografica
Secondo il censimento del 2000, c'erano 704 persone, 354 nuclei familiari e 247 famiglie residenti nella città. La densità di popolazione era di 425,5 persone per miglio quadrato (164,7/km²). C'erano 776 unità abitative a una densità media di 469,0 per miglio quadrato (181,6/km²). La composizione etnica della città era formata dal 98,72% di bianchi, lo 0,28% di afroamericani, lo 0,14% di nativi americani, lo 0,14% di altre razze, e lo 0,71% di due o più etnie. Ispanici o latinos di qualunque razza erano l'1,14% della popolazione.
C'erano 354 nuclei familiari di cui il 10,2% aveva figli di età inferiore ai 18 anni, il 64,1% aveva coppie sposate conviventi, il 3,1% aveva un capofamiglia femmina senza marito, e il 30,2% erano non-famiglie. Il 24,3% di tutti i nuclei familiari erano individuali e il 13,3% aveva componenti con un'età di 65 anni o più che vivevano da soli. Il numero di componenti medio di un nucleo familiare era di 1,99 e quello di una famiglia era di 2,30.
La popolazione era composta dall'8,9% di persone sotto i 18 anni, il 2,0% di persone dai 18 ai 24 anni, il 14,2% di persone dai 25 ai 44 anni, il 39,3% di persone dai 45 ai 64 anni, e il 35,5% di persone di 65 anni o più. L'età media era di 59 anni. Per ogni 100 femmine c'erano 93,4 maschi. Per ogni 100 femmine dai 18 anni in giù, c'erano 91,3 maschi.
Il reddito medio di un nucleo familiare era di 44.750 dollari e quello di una famiglia era di 51.776 dollari. I maschi avevano un reddito medio di 34.531 dollari contro i 26.094 dollari delle femmine. Il reddito pro capite era di 29.433 dollari. Circa il 5,1% delle famiglie e il 5,8% della popolazione erano sotto la soglia di povertà, incluso il 3,6% di persone sotto i 18 anni e l'8,7% di persone di 65 anni o più.